# Русанов, Павел Васильевич
Па́вел Васи́льевич Руса́нов (1909 — 1994) — советский кинооператор, режиссёр и сценарист документального кино. Заслуженный деятель искусств РСФСР (1968).

## Биография
В 1934 году окончил операторский факультет ВГИКа.
Работал на киностудиях «Мосфильм», «Союзкинохроника». В годы Великой Отечественной войны был фронтовым оператором. Его военные съёмки включены в фильмы: «День войны» (1942), «Приморье в дни войны» (1943), «Победа на Правобережной Украине» (1945), «В освобождённой Молдавии» (1944).
В 1935—1943 и 1946—1949 годах — корреспондент кинохроники по Дальнему Востоку.
С 1949 года — на ЦСДФ.
Участвовал в съёмках боёв у озера Хасан (1938) — фильм «Слава героям Хасана».
Похоронен в Москве на Пятницком кладбище.

## Фильмы

### Режиссёр
- 1954 — На международной ярмарке в Салониках (цветной, озвученный)
- 1956 — В Швеции (чёрно-белый, озвученный)
- 1956 — 15 дней в Великобритании (цветной, озвученный)
- 1956 — На земле Древней Эллады[1]
- 1958 — Бессмертная юность (чёрно-белый, озвученный)
- 1959 — Что мы видели в США (цветной, озвученный)
- 1963 — Манолис Глезос — сын Эллады (чёрно-белый, озвученный)
- 1964 — Бесхозяйственности — закрыть путь (чёрно-белый, озвученный)
- 1965 — Сергей Есенин (совместно с режиссёром Борисом Карповым, чёрно-белый, озвученный)
- 1966 — Слово об одной русской матери (совместно с режиссёром Борисом Карповым, чёрно-белый, озвученный). Фильм о Епистинии Фёдоровне Степановой.
- 1969 — Была на земле деревня Красуха»[4] (чёрно-белый, озвученный)
- 1969 — Красная площадь (цветной, озвученный)
- 1970 — Спасская башня (чёрно-белый, озвученный)
- 1971 — К берегу Маклая (цветной, озвученный)
- 1972 — Болельщики (чёрно-белый, озвученный)
- 1972 — На островах Океании (цветной, озвученный)
- 1974 — Земля под океаном (цветной, озвученный)
- 1975 — Красная площадь (цветной, озвученный)
- 1976 — Художник Илья Глазунов (цветной, озвученный)
- 1978 — Желанушка (цветной, озвученный)
- 1979 — Синема в России (совместно с режиссёром Борисом Карповым, чёрно-белый, озвученный)
- 1981 — Песни над Тихой Сосной (цветной, озвученный)
- 1983 — Поле под Прохоровкой[5][6]
- 1985 — Илья Глазунов (цветной, озвученный)
- 1987 — Художник и время (цветной, озвученный). О творчестве Ильи Глазунова.

### Оператор
- 1959 — Звёзды встречаются в Москве (чёрно-белый, совместное производство: ЦСДФ, Мосфильм).
- 1972 — И не прервётся связь времён. О работе студентов-реставраторов[7].

## Награды и премии
- заслуженный деятель искусств РСФСР (1968)
- Государственная премия РСФСР имени братьев Васильевых (1971) — за фильмы «Бессмертная юность» (1958), «Сергей Есенин» (1965), «Слово об одной русской матери» (1966), «Была на земле деревня Красуха» (1969)
- орден Отечественной войны II степени (6.4.1985)
- орден «Знак Почёта» (6.3.1950) — за выдающиеся заслуги в развитии советской кинематографии, в связи с 30-летием[8]
- золотая медаль имени А. П. Довженко (1984) — за создание документального кинофильма «Поле под Прохоровкой» (1983)[9][5][6]